# Lötbrücke

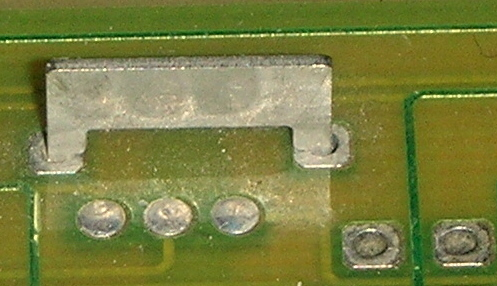
Elektrische Verbindung mit Lötbrücke auf einer Leiterplatte

Eine Lötbrücke ist ein Verbindungselement aus leitendem und lötfähigem Material zur leitenden Verbindung zwischen zwei oder mehr Anschlusspunkten auf einer Leiterplatte. Darüber hinaus kann es sich bei einer Lötbrücke auch um eine nicht beabsichtigte elektrische Verbindung zwischen zwei oder mehreren elektrischen Netzen handeln.

## Lötbrücke als Verbindungselement

### Einsatz
Die Lötbrücken werden verwendet, um Ebenen für durchkontaktierte Leiterplatten einzusparen oder um bestimmte Voreinstellungen für Schaltungen zu bilden. Mit Lötbrücken können auch Schwierigkeiten bei der Leiterplattenentflechtung überwunden werden. Auf einfachen Leiterplatten bilden Lötbrücken Masse- und Spannungsleitungen und können zugleich als Lötstützpunkte für Stützkondensatoren dienen. 
Lötbrücken haben gegenüber Drähten den Vorteil einer festen Form und sie können wie gewöhnliche Bauelemente ohne zusätzliche Nacharbeit verwendet und vor allem maschinell bestückt werden. 

### Alternativen
Eine Alternative zu Lötbrücken im Bereich der Verbindungstechnik ist zum Beispiel die Wickelverbindung. 
Eine andere Alternative sind Null-Ohm-Widerstände, die Abmessungen und Anschlüsse wie normale Widerstände haben und sich wie diese bestücken und verarbeiten lassen. 
Wenn Lötbrücken zur Einstellung von Funktionen verwendet werden, können stattdessen auch Miniaturschalter oder Jumper eingesetzt werden.

### Darstellung im Schaltplan
In Schaltbildern werden die Lötbrücken häufig nicht dargestellt. Die sind aber Bestandteil im Verdrahtungsplan, auf Bestückungsplänen und in Stücklisten.

## Lötbrücke als Fehlererscheinung

### Handlöten
Unter demselben Namen versteht man auch eine Fehlererscheinung auf Leiterplatten, die Lotbrücke. Wenn beim Handlöten unbeabsichtigt durch zu viel Lot oder beispielsweise krumm gebogene Bauelementanschlussdrähte und deren Lotbenetzung ein Kontakt zu einer benachbarten Leiterbahn oder einem Lötpad entsteht, ist das nichts Anderes als ein elektrischer Kurzschluss. Diesen gilt es durch sauberes Arbeiten beim Handlöten zu vermeiden und im Falle des Fehlereintritts möglichst schnell zu finden und zu reparieren. 

### Wellen- und Selektivlöten
Weiterhin kann es auch beim Wellenlöten Lötbrücken durch das flüssige Lot geben. Das Risiko von Lötbrücken ist umso größer, je kleiner der Abstand zwischen den einzelnen Pins ist. Tendenziell gibt es bei einer optimal eingestellten Wellenlötanlage bei einem Pinabstand von 2,0 mm oder mehr kaum Lötbrücken. Bei einem Pinabstand von 1,27 mm muss verstärkt mit Lötbrücken gerechnet werden. Darüber hinaus hat der Überstand des Pins über die Leiterplatte ebenfalls einen Einfluss auf die Wahrscheinlichkeit von Lötbrücken. Hierbei gibt es bei einem größeren Pinüberstand verstärkt Lötbrücken. 
Die gleichen Effekte, die beim Wellenlöten auftreten, können ebenfalls beim Selektivlöten beobachtet werden.

### Reflow-Löten
Beim Reflow-Löten von SMD-Bauelementen kann es ebenfalls zu Lötbrücken kommen, wenn beispielsweise zwei gedruckte Depots von Lotpaste ineinander verlaufen. Bei einfacheren SMD-Bauelementen lässt sich diese Art von Fehler meist auch noch (von Hand) beheben. Bei BGA-Bauelementen ist das meist nur mit einem aufwändigen Rework möglich.